# Nieuw-Wehl

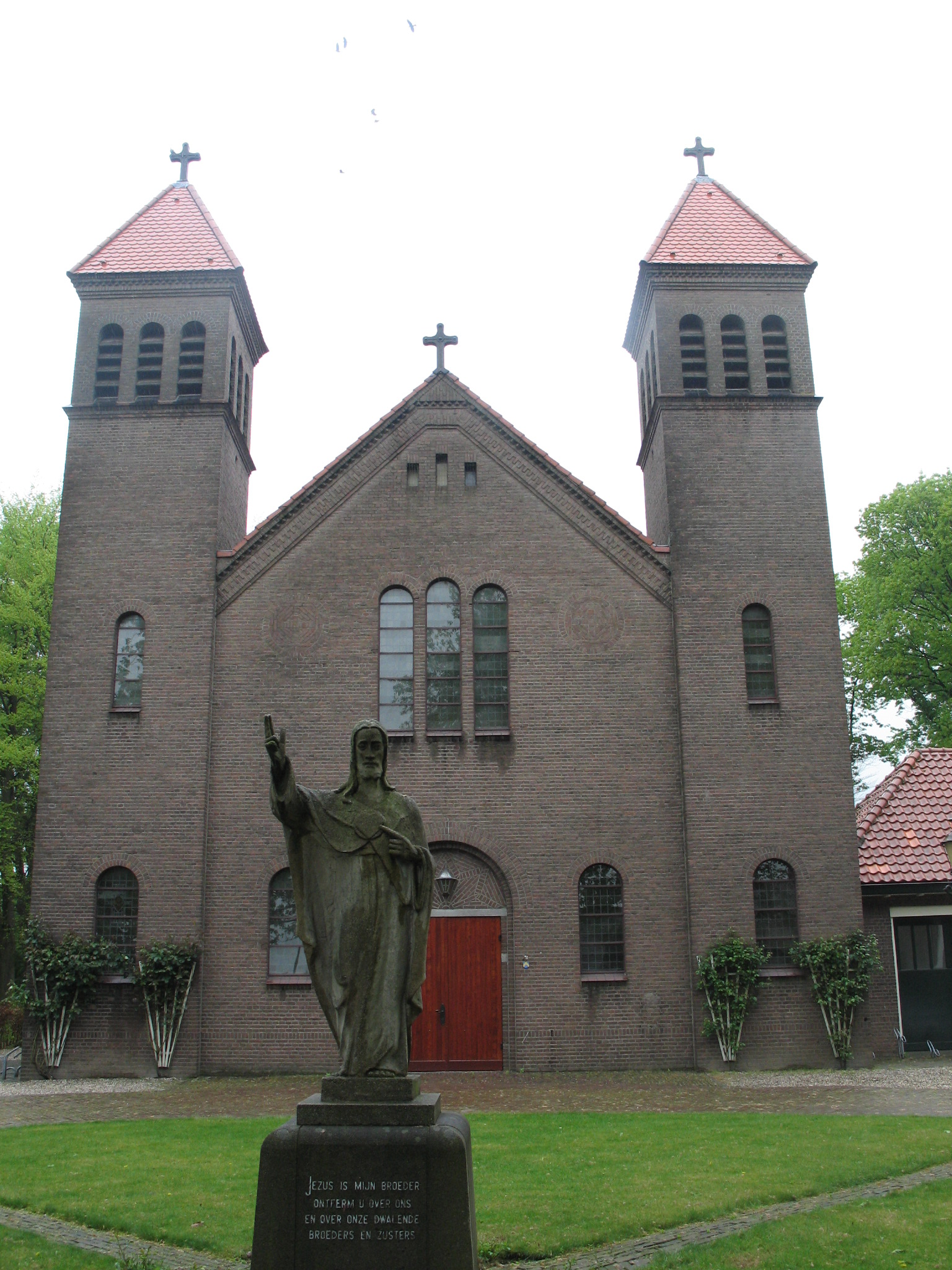
Kerk van Nieuw-Wehl

Nieuw-Wehl is een dorp met zo'n 500 inwoners in de gemeente Doetinchem, in de Nederlandse provincie Gelderland, regio Liemers. De gemeente Doetinchem is echter aangesloten bij de samenwerkingsverbanden van de Achterhoek, regio Achterhoek en Stichting Achterhoek-Toerisme. Mede hierdoor wordt Nieuw-Wehl soms ook wel als onderdeel van regio de Achterhoek gezien. Tot 1 januari 2005 vormde het samen met het buurdorp Wehl en de buurschappen Wehlse Broek en Meerenbroek de gemeente Wehl. Bij de gemeentelijke herindeling van die datum is Nieuw-Wehl bij de gemeente Doetinchem gevoegd.

## Spelling
Er bestaat onduidelijkheid over of de naam van het dorp met of zonder koppelstreepje moet worden gespeld. Op de plaatsnaamborden werd het lange tijd met twee losse woorden aangeduid, maar de website van de gemeente Doetinchem is niet consequent en veel andere websites gebruiken een koppelstreepje. Taalkundig gezien is het correct mét streepje.

## Geschiedenis
Nieuw-Wehl werd vroeger Achter Wehl genoemd. Hiermee werd aangegeven dat de nederzetting voorbij Wehl was gelegen. Het kerkdorp heeft zich ontwikkeld aan een kruising van twee wegen.
In 1861 werd er de korenmolen Bernadette gebouwd. In het begin van de twintigste eeuw deden de inwoners veel moeite om een eigen school te stichten, de bouw hiervan vond uiteindelijk in 1914 plaats. Men ging ook ijveren voor de bouw van een eigen rooms-katholieke parochiekerk, de Onze-Lieve-Vrouw van Altijddurende Bijstandkerk, die in 1925 werd gerealiseerd. De pastoor zorgde in 1933 voor de naamsverandering; het is van dan af niet meer Achter- maar Nieuw-Wehl.

## Wonen
In de jaren zestig van de twintigste eeuw werd de Horststraat aangelegd. In de jaren zeventig ontstond de Deutseveldstraat en in de jaren tachtig verrezen extra woningen aan de Mgr. Hendriksenstraat en Nieuwe Kerkweg. Uit het Plan Lage Horst 1 en 2 zijn in de jaren 90 de Lage Horst en Middelhorst voortgekomen. In 2007-2008 werd Plan Lage Horst 3 uitgevoerd en 30 woningen gebouwd. Anno 2007 telt het dorp 130 woningen plus een grote woongemeenschap voor verstandelijk beperkten.

### Elver
De zorg voor mensen met een verstandelijke handicap maakt een belangrijk deel uit van de economie van de plaats. Elver, voorheen de Fatima-stichting, is er sinds 1963 gevestigd, het is de grootste werkgever in Nieuw-Wehl. Haar hoofdvestiging is midden in het dorp gelegen. Hier wonen 220 mensen die allen baat hebben bij een beschermde, veilige omgeving. Ze zijn gehuisvest in groepswoningen, in iedere woning wonen zes mensen.

## Evenementen
In Nieuw Wehl worden jaarlijks meerdere activiteiten gehouden. Dit zijn onder meer het schuttersfeest van schutterij de Eendracht, het carnavalsfeest georganiseerd door carnavalsvereniging de Mölledraejers, een tractorpullingwedstrijd georganiseerd door vereniging Trekkertrek Nieuw Wehl en een motorcrosswedstrijd georganiseerd door Wehlse Cross Events.
Sinds 2018 kan het Achterwehls oktoberfest daaraan toegevoegd worden, dit feest wordt eveneens georganiseerd door schutterij de "Eendracht"

## Geboren in Nieuw-Wehl
- Theo Hendriksen, titulair bisschop van Eumenia, hulpbisschop (1961-1969) van Kardinaal Alfrink
- Miriam Lancewood, avonturier en schrijfster (1983). Bekend van programma Floortje naar het einde van de wereld.[4]

## Overleden in Nieuw-Wehl
- Jetske van Staa, radiopresentatrice